# Tarantula (Ride)
Tarantula è il quarto album discografico della rock band inglese Ride, pubblicato nel 1996.

## Tracce
Versione originale
1. Black Nite Crash – 2:34
2. Sunshine / Nowhere to Run – 4:48
3. Dead Man – 3:34
4. Walk on Water – 4:20
5. Deep Inside My Pocket – 5:24
6. Mary Anne – 6:49
7. Castle on the Hill – 3:17
8. Gonna Be Alright – 2:52
9. The Dawn Patrol – 4:04
10. Ride the Wind – 3:45
11. Burnin' – 5:17
12. Starlight Motel – 3:33

Bonus tracks
1. Nothing Lasts Forever – 3:31
2. Slave – 3:50
3. A Trip Down Ronnie Lane – 3:37